# Langenhettenbach
Langenhettenbach ist ein Ortsteil des Marktes Ergoldsbach im niederbayerischen Landkreis Landshut. 

## Lage
Das Kirchdorf Langenhettenbach liegt etwa fünf Kilometer nordöstlich von Ergoldsbach und ist über die Bayerbacher Straße angebunden. Westlich verläuft die B 15.

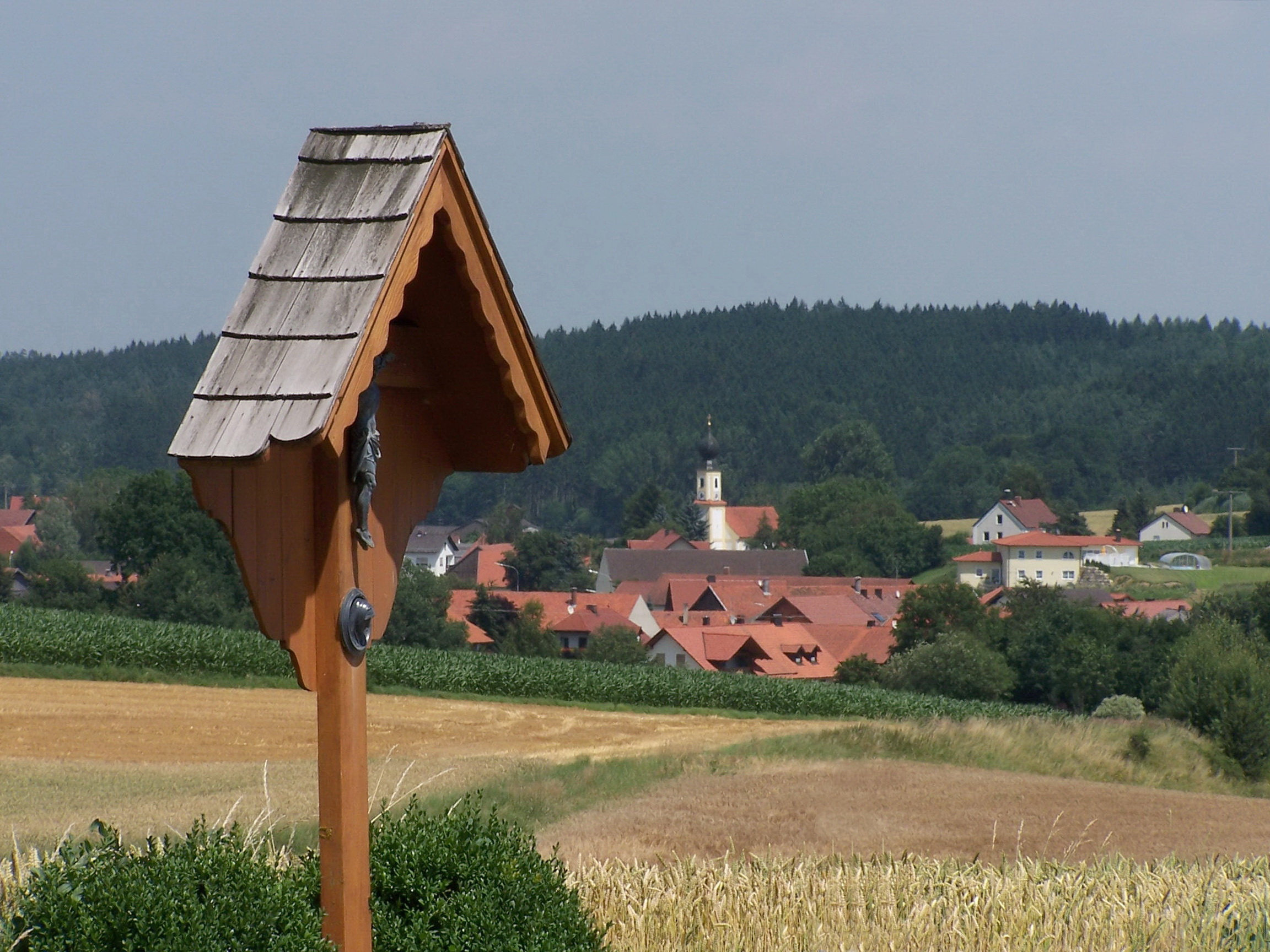
Ortsansicht von Westen

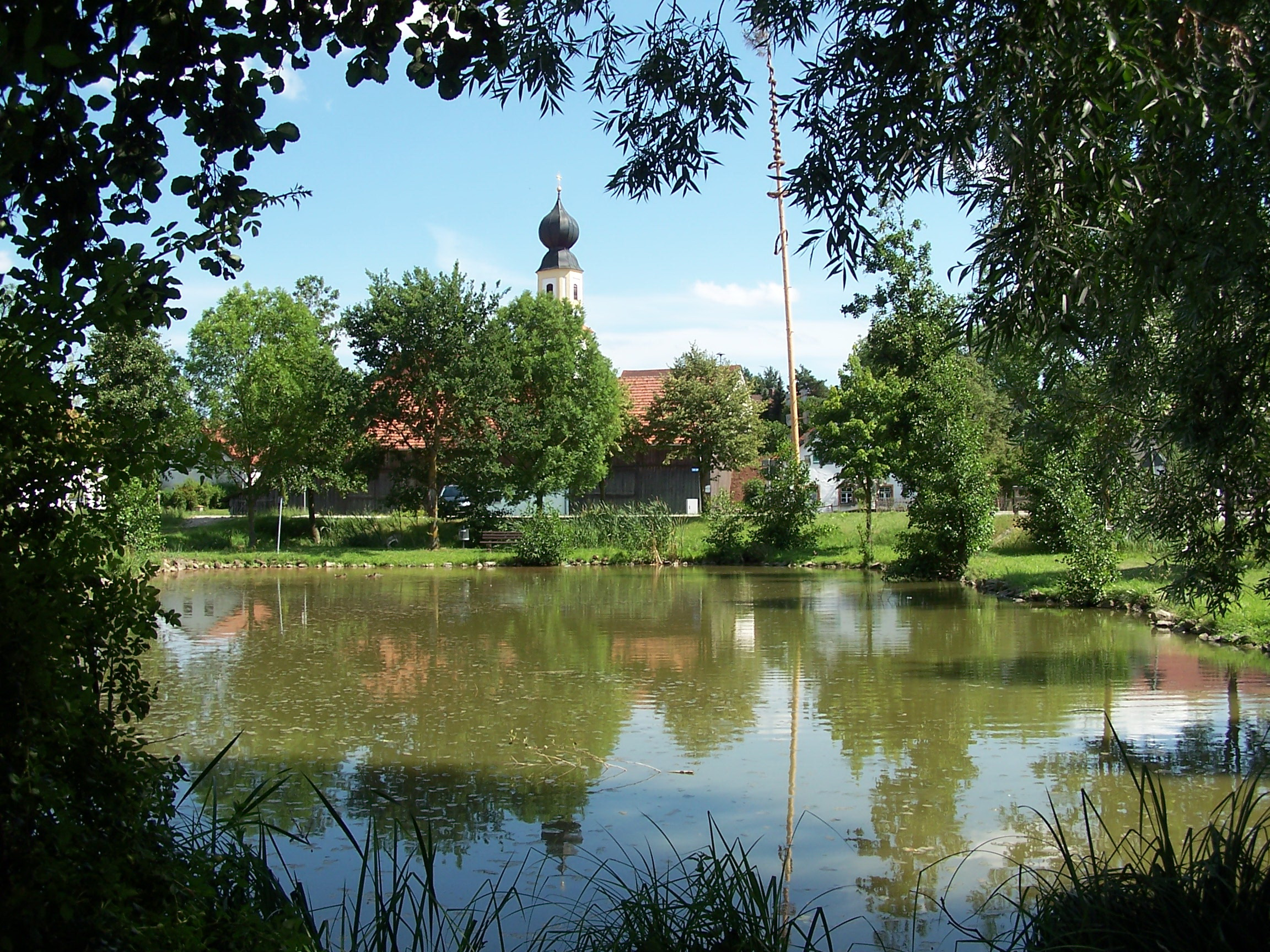
Dorfweiher mit Spielplatz in der Ortsmitte.

## Geschichte
Funde aus der Gegend führen zurück in die Jungsteinzeit und erweisen Langenhettenbach als Frühsiedlungsort. Zu erwähnen ist auch ein  bajuwarischer Reihengräberfriedhof. Das einstige Hedinpach wurde urkundlich erstmals 778 in einer Schenkungsurkunde des Klosters St. Emmeram in Regensburg erwähnt. Zu Lindhart (Oberlindhart) lebte damals der Edle Adalunc aus der Sippe der Hahielinger (Hailling), der seinem Sohn Heribert, einem Priester, seinen Besitz vererbte. Heribert wiederum vermachte diesen nach seinem Tode im Jahre 778 dem Kloster Sankt Emmeram in Regensburg. In der von Heriberts Neffen Taugolf geschriebenen Urkunde taucht der Name Hedinpach (Langenhettenbach) auf.
In einer weiteren Urkunde aus dem Jahre 1421 wird Langenhettenbach als Hofmark definiert. Im Jahre 1554 wurde diese von Hans Gschwind an Bernhard Bschorn verkauft. Danach wurde die Hofmark Langenhettenbach immer weitervererbt und verkauft, bis im Jahre 1848 der Adel entmachtet wurde. Der damalige Besitzer Ludwig von Gumppenberg erhielt als Entschädigung 65.000 Gulden. Mit der so genannten „Bauernbefreiung“ von 1848 fielen die Frondienste und Abgaben an Zinsen und Naturalien an die Grundherren weg, und die Bauern konnten seitdem freie Grundeigentümer werden.

### Ehemalige Gemeinde Langenhettenbach
Die Spitze des Verwaltungsorgans der Gemeinde bildete ab 1818 der „Gemeindevorsteher“. Ab dem Jahre 1869 nannte man dieses Amt „Bürgermeister“ der von seinen „Gemeindebevollmächtigten“ bei der Umsetzung seiner ihm zugeteilten Aufgaben unterstützt wurde. Langenhettenbach war eine selbstständige Gemeinde des im Jahr 1972 aufgelösten Landkreises Mallersdorf. Bei der Volkszählung von 1961 hatte die Gemeinde 262 Einwohner und bestand aus dem Kirchdorf Langenhettenbach,  den Weilern Einkreut und Frauenwies und den Einöden Haselwies und Kühholzen. Aus der 1966 aufgelösten Gemeinde Penk wurden das Kirchdorf Dürrenhettenbach und der Weiler Stocka eingegliedert. Ihren höchsten Einwohnerstand von 363 hatte die Gemeinde im Jahr 1946.
Die niederbayrische Landesregierung verfügte am 27. Oktober 1971 die Eingliederung der Gemeinde Langenhettenbach mit ihrer Nachbargemeinde Prinkofen in die Marktgemeinde Ergoldsbach. Bei der am 1. Januar 1972 vollzogenen Eingemeindung war die Gemeinde 5,82 km² groß und hatte 349 Einwohner. Der Ortsteil Langenhettenbach zählt heute etwa 300 Einwohner.

## Sehenswürdigkeiten
- Filialkirche St. Petrus. Sie wurde 1764 erbaut, der Turm wurde 1790 errichtet. Der Hochaltar um 1710 enthält eine barocke Kopie des Passauer Mariahilfbilds aus der Passauer Wallfahrtskirche Mariahilf. Die Seitenaltäre entstanden um 1790.

## Vereine
- Auerhahnschützen Langenhettenbach. Sie wurden 1949 gegründet, es gab aber schon lange vorher eine Schützengesellschaft in Langenhettenbach.
- Bauernverband Langenhettenbach
- Freiwillige Feuerwehr Langenhettenbach. Sie wurde 1875 gegründet.
- Jagdgenossenschaft Langenhettenbach
- KLJB Langenhettenbach
- Landfrauen OV Langenhettenbach